# Woprosy istorii
„Woprosy istorii” (ros. Вопросы истории ’pytania historii’) – radzieckie i rosyjskie czasopismo naukowe. Zostało założone w 1926 pod tytułem „Istorik-marksist”. Obecnie ukazuje się pod patronatem Rosyjskiej Akademii Nauk.
| Redaktor naczelny     | Lata      |
| --------------------- | --------- |
| Michaił Pokrowski     | 1930–1932 |
| Jemieljan Jarosławski | 1938–1941 |
| Wiaczesław Wołgin     | 1945–1948 |
| Piotr Trietjakow      | 1950–1953 |
| Anna Pankratowa       | 1953–1957 |